# Castelo de Akita
O castelo de Akita (秋田城 Akita-jō) é o nome que recebem as ruínas de um assentamento fortificado do período Nara situado na moderna cidade de Akita, em Japão. Em ocasiões encontra-lho baixo o nome de "Forte de Akita". Este nome emprega-se também para referir ao castelo de Kubota, um castelo japonês do período Edo que serviu de sede ao clã Satake, daimios do Domínio de Kubota, que governaram o norte da Província de Dewa durante o shogunato Tokugawa.

## História
No ano 708 criou-se na metade setentrional da Província de Echigo o "país de Dewa", que adquiriria a denominação de "Província de Dewa" no ano 712. Neste tempo a região ficava fora do controle efectivo da corte Yamato, com sede em Nara e, consequentemente, enviaram-se à zona central de Dewa (a actual região de Shōnai, na Prefectura de Yamagata) várias expedições militares à zona compostas de colonos armados que contruían assentamentos com empalizadas de madeira. No ano 733 o forte do rio Mogami foi transladado ao norte e criou-se um novo assentamento militar no que hoje é a região de Takashimizu da cidade de Akita, que receberia posteriormente o nome de "castelo de Akita". Abe não Yakamaro foi enviado com o cargo de chinjufu shogun, e o castelo de Akita se converteu numa base de operações para a colonização da região e a submissão dos emishi.
Em 737, iniciou-se uma grande operação militar com o objetivo de comunicar o castelo de Akita com o castelo de Taga, na costa do Pacífico. Durante cinquenta anos levantaram-se novas fortificações em Okachi (Província de Dewa) e Monofu (Província de Mutsu), para as que se mobilizaram a uns 5.000 homens. A construção da estrada enfureceu às tribos emishi, que se rebelaram no ano 767. Como resposta, nos anos 776, 778, 794, 801 e 811 se levaram a cabo expedições de pacificação.
O castelo foi danificado por um terremoto no ano 830. O 878, um grande levantamento contra o domínio de Yamato conhecido como "Rebelião Gangyō" (元慶の乱, Gangyō não ran) se iniciou na região. Durante a mesma grande parte do castelo de Akita foi destruído. No ano 939 teve lugar outra grande revolta, conhecida como "Rebelião Tengyō" (天慶の乱, Tengyō não ran). O castelo de Akita foi restaurado após a cada incidente e premaneceu em uso até meados do período Heian. Durante os séculos IX-XI o castelo foi a residência do "Dewa-no-suke" ou governador (kokushi) da Província de Dewa. Esse título mudar-se-ia posteriormente a "Akita-no-suke". Finalmente, durante a Guerra dos primeiros nove anos o castelo seria abandonado (ca. 1050) 

### O castelo hoje
O castelo de Akita estava rodeado por terraplenes de terra e tinha portas na cada um dos pontos cardinales. As escavações arqueológicas trouxeram à tona os alicerces dos barracões e de edifícios oficiais do governo da Província de Dewa, bem como peças de cerâmica, tabuleiros de cálculo de madeira e documentos em papel lacado. O lugar foi declarado Lugar Histórico Nacional em 1939. As escavações arqueológicas indicam que o castelo teve umas dimensões aproximadas de 94 metros deste a oeste e 77 metros de norte a sul. Vários edifícios do castelo de Akita têm sido reconstruídos em suas localizações originais